# Hastighetsåkning på skridskor vid olympiska vinterspelen 2022
Hastighetsåkning på skridskor vid olympiska vinterspelen 2022 arrangerades i National Speed Skating Oval i Peking i Kina mellan den 5 och 19 februari 2022. 166 skridskoåkare representerandes 27 olika nationella olympiska kommittéer tävlade i 14 grenar.

## Medaljsammanfattning
0TR0 = Banrekord
0OR0 = Olympiskt rekord
0VR0 = Världsrekord
Damer
| Gren                    | Guld                                                     | Guld         | Silver                                   | Silver  | Brons                                                                         | Brons   |
| 500 meter Detaljer...   | Erin Jackson USA                                         | 37,04        | Miho Takagi Japan                        | 37,12   | Angelina Golikova ROC                                                         | 37,21   |
| 1 000 meter Detaljer... | Miho Takagi Japan                                        | 1.13,19 0OR0 | Jutta Leerdam Nederländerna              | 1.13,83 | Brittany Bowe USA                                                             | 1.14,61 |
| 1 500 meter Detaljer... | Ireen Wüst Nederländerna                                 | 1.53,28 0OR0 | Miho Takagi Japan                        | 1.53,72 | Antoinette de Jong Nederländerna                                              | 1.54,82 |
| 3 000 meter Detaljer... | Irene Schouten Nederländerna                             | 3.56,93 0OR0 | Francesca Lollobrigida Italien           | 3.58,06 | Isabelle Weidemann Kanada                                                     | 3.58,64 |
| 5 000 meter Detaljer... | Irene Schouten Nederländerna                             | 6.43,51 0OR0 | Isabelle Weidemann Kanada                | 6.48,18 | Martina Sáblíková Tjeckien                                                    | 6.50,09 |
| Masstart Detaljer...    | Irene Schouten Nederländerna                             | 60p          | Ivanie Blondin Kanada                    | 40p     | Francesca Lollobrigida Italien                                                | 20p     |
| Lagtempo Detaljer...    | Kanada Ivanie Blondin Valérie Maltais Isabelle Weidemann | 2.53,44 0OR0 | Japan Ayano Sato Miho Takagi Nana Takagi | 3.04,47 | Nederländerna Marijke Groenewoud Irene Schouten Ireen Wüst Antoinette de Jong | 2.56,86 |

Herrar
| Gren                     | Guld                                                            | Guld          | Silver                                               | Silver   | Brons                                                   | Brons    |
| 500 meter Detaljer...    | Gao Tingyu Kina                                                 | 34,32 0OR0    | Cha Min-kyu Sydkorea                                 | 34,39    | Wataru Morishige Japan                                  | 34,50    |
| 1 000 meter Detaljer...  | Thomas Krol Nederländerna                                       | 1.07,92       | Laurent Dubreuil Kanada                              | 1.08,32  | Håvard Holmefjord Lorentzen Norge                       | 1.08,48  |
| 1 500 meter Detaljer...  | Kjeld Nuis Nederländerna                                        | 1.43,21 0OR0  | Thomas Krol Nederländerna                            | 1.43,55  | Minseok Kim Sydkorea                                    | 1.44,24  |
| 5 000 meter Detaljer...  | Nils van der Poel Sverige                                       | 6.08,84 0OR0  | Patrick Roest Nederländerna                          | 6.09,31  | Hallgeir Engebråten Norge                               | 6.09,88  |
| 10 000 meter Detaljer... | Nils van der Poel Sverige                                       | 12.30,74 0VR0 | Patrick Roest Nederländerna                          | 12.44,59 | Davide Ghiotto Italien                                  | 12.45,98 |
| Masstart Detaljer...     | Bart Swings Belgien                                             | 63p           | Chung Jae-won Sydkorea                               | 40p      | Lee Seung-hoon Sydkorea                                 | 20p      |
| Lagtempo Detaljer...     | Norge Hallgeir Engebråten Peder Kongshaug Sverre Lunde Pedersen | 3.38,08       | ROC Daniil Aldoshkin Sergey Trofimov Ruslan Zakharov | 3.40,46  | USA Casey Dawson Emery Lehman Joey Mantia Ethan Cepuran | 3.38,81  |

## Medaljtabell
| Pl. | Nation        | Guld | Silver | Brons | Totalt |
| --- | ------------- | ---- | ------ | ----- | ------ |
| 1   | Nederländerna | 6    | 4      | 2     | 12     |
| 2   | Sverige       | 2    | 0      | 0     | 2      |
| 3   | Japan         | 1    | 3      | 1     | 5      |
| 3   | Kanada        | 1    | 3      | 1     | 5      |
| 5   | Norge         | 1    | 0      | 2     | 3      |
| 5   | USA           | 1    | 0      | 2     | 3      |
| 7   | Belgien       | 1    | 0      | 0     | 1      |
| 7   | Kina          | 1    | 0      | 0     | 1      |
| 9   | Sydkorea      | 0    | 2      | 2     | 4      |
| 10  | Italien       | 0    | 1      | 2     | 3      |
| 11  | ROC           | 0    | 1      | 1     | 2      |
| 12  | Tjeckien      | 0    | 0      | 1     | 1      |
|     | Totalt        | 14   | 14     | 14    | 42     |

### Fotnoter
1. ↑  Speed Skating. Arkiverad 21 januari 2022 hämtat från the Wayback Machine. beijing2022.cn. Läst 6 februari 2022.
2. ↑  (30 januari 2022). Speed Skating – Number of Entries by NOC. Arkiverad 6 februari 2022 hämtat från the Wayback Machine. beijing2022.cn. Läst 6 februari 2022.
3. ↑  ”Women's 500m Results - Olympic Speed Skating”. https://olympics.com/beijing-2022/olympic-games/en/results/speed-skating/results-women-s-500m-fnl-000100-.htm. Läst 13 februari 2022.
4. ↑  ”Women's 1000m Results - Olympic Speed Skating”. https://olympics.com/beijing-2022/olympic-games/en/results/speed-skating/results-women-s-1000m-fnl-000100-.htm. Läst 18 februari 2022.
5. ↑  ”Women's 1500m Results - Olympic Speed Skating”. https://olympics.com/beijing-2022/olympic-games/en/results/speed-skating/results-women-s-1500m-fnl-000100-.htm. Läst 10 februari 2022.
6. ↑  (5 februari 2022). Speed Skating - Women's 3000m. beijing2022.cn. Läst 6 februari 2022.
7. ↑  ”Women's 5000m Results - Olympic Speed Skating”. https://olympics.com/beijing-2022/olympic-games/en/results/speed-skating/results-women-s-5000m-fnl-000100-.htm. Läst 10 februari 2022.
8. ↑  ”Women's Mass Start Final Results - Olympic Speed Skating”. https://olympics.com/beijing-2022/olympic-games/en/results/speed-skating/results-women-s-mass-start-fnl-000100-.htm. Läst 20 februari 2022.
9. ↑  ”Women's Team Pursuit Finals Results - Olympic Speed Skating”. https://olympics.com/beijing-2022/olympic-games/en/results/speed-skating/results-women-s-team-pursuit-fnl-.htm. Läst 15 februari 2022.
10. ↑  ”Men's 500m Results - Olympic Speed Skating”. https://olympics.com/beijing-2022/olympic-games/en/results/speed-skating/results-men-s-500m-fnl-000100-.htm. Läst 12 februari 2022.
11. ↑  ”Men's 1000m Results - Olympic Speed Skating”. https://olympics.com/beijing-2022/olympic-games/en/results/speed-skating/results-men-s-1000m-fnl-000100-.htm. Läst 18 februari 2022.
12. ↑  ”Men's 1500m Results - Olympic Speed Skating”. https://olympics.com/beijing-2022/olympic-games/en/results/speed-skating/results-men-s-1500m-fnl-000100-.htm. Läst 10 februari 2022.
13. ↑  (6 februari 2022). Speed Skating - Men's 5000m. beijing2022.cn. Läst 6 februari 2022.
14. ↑  ”Men's 10000m Results - Olympic Speed Skating”. https://olympics.com/beijing-2022/olympic-games/en/results/speed-skating/results-men-s-10000m-fnl-000100-.htm. Läst 11 februari 2022.
15. ↑  ”Men's Mass Start Final Results - Olympic Speed Skating”. https://olympics.com/beijing-2022/olympic-games/en/results/speed-skating/results-men-s-mass-start-fnl-000100-.htm. Läst 20 februari 2022.
16. ↑  ”Men's Team Pursuit Finals Results - Olympic Speed Skating”. https://olympics.com/beijing-2022/olympic-games/en/results/speed-skating/results-men-s-team-pursuit-fnl-.htm. Läst 15 februari 2022.